# Финале Купа европских шампиона 1976.
Финале Европског купа 1976. је била фудбалска утакмица одржана у Хампден Парку у Глазгову 12. маја 1976. на којој је Бајерн Минхен из Западне Немачке победио Сент Етјен из Француске са резултатом од 1:0. Ово је била трећа узастопна титула у Европском купу за Бајерн, што га до сада чини трећим клубом који је постигао овај успех, после Реал Мадрида и Ајакса.

## Пут до финала
| Бајерн Минхен | Бајерн Минхен | Бајерн Минхен | Бајерн Минхен | Коло         | Сент Етјен                | Сент Етјен | Сент Етјен | Сент Етјен |
| ------------- | ------------- | ------------- | ------------- | ------------ | ------------------------- | ---------- | ---------- | ---------- |
| Противник     | Ук. рез.      | 1. ута        | 2. ута        |              | Противник                 | Ук. рез.   | 1. ута     | 2. ута     |
| Женес Еш      | 8–1           | 5–0 (г)       | 3–1 (д)       | Прво коло    | Фудбалски клуб Копенхаген | 5–1        | 2–0 (г)    | 3–1 (д)    |
| Малме         | 2–1           | 0–1 (г)       | 2–0 (д)       | Друго коло   | Рејнџерс                  | 4–1        | 2–0 (д)    | 2–1 (г)    |
| Бенфика       | 5–1           | 0–0 (г)       | 5–1 (д)       | Четвртфинале | Динамо Кијев              | 3–2        | 0–2 (г)    | 3–0 (д)    |
| Реал Мадрид   | 3–1           | 1–1 (г)       | 2–0 (д)       | Полуфинале   | PSV Eindhoven             | 1–0        | 1–0 (д)    | 0–0 (г)    |

## Утакмица

### Детаљи
Утакмица се одиграла у Хампден Парку у Глазгову, граду у којем је Сент Етјен већ победио локални Ренџерс током такмичења. Лес Вертс је играо против минхенског Бајерна, тима који се надао да ће освојити трећи узастопни Куп Европе.
Утакмица је почела тако што је Герд Милер затресао мрежу након што је Бернд Дирнбергер освојио лопту на својој половини и кренуо у соло трку од неких 50 метара, међутим, Милеров гол је поништен због офсајда од стране мађарског арбитра Кароља Палотаија. У 37. минуту шутирао је Ули Хенес, али то није забринуло голмана Ивана Ћурковића. Ипак, Сент-Етјен је имао доста шанси за гол, у 34. минуту Доминик Батенеј је погодио у пречку, а голман Бајерна Сеп Мајер је већ био савладан. Пет минута касније на центаршут Кристијана Сарамање, Жак Сантини је главом тукао на гол али опет је лопта погодила пречку. После финала, француски навијачи назвали су стативе Хампден Парка „les poteaux carrés“ (српски: квадратне стативе).
После почетка другог полувремена Бајерн је био сигурнији. У 57. минуту, Франц Бекенбауер је додао до Герда Милера, којег је фаулирао Освалдо Пјаца, а судија је са 20 метара досудио слободан ударац немачком тиму, мало лево од шеснаестерца. Франц Бекенбауер је добацио лопту до Рота са своје десне стране, који је постигао погодак пославши лопту у леву страну гола. После овога, Лес Вертс је све покушао. Менаџер Роберт Хербин је одлучио да замени Сарамању уместо Доминика Рошетоа, али безуспешно.
На крају меча, играчи Сент Етјена су плакали, јер су сматрали да нису имали среће, али су им присталице честитале, а њихов повратак у Француску био је херојски, иако су поражени.
| Бајерн Минхен | 1–0      | Сент Етјен |
| ------------- | -------- | ---------- |
| Рот 57’       | Извештај |            |

| Бајерн Минхен | Сент Етјен |

| GK               | 1  | Сеп Мајер             |
| DF               | 2  | Џони Хансен           |
| DF               | 3  | Удо Хорсман           |
| DF               | 4  | Ханс Георг Шварценбек |
| DF               | 5  | Франц Бекенбауер (c)  |
| MF               | 6  | Франц Рот             |
| FW               | 7  | Карл Хајнц Румениге   |
| MF               | 8  | Бернд Дирнбергер      |
| FW               | 9  | Герд Милер            |
| FW               | 10 | Ули Хенес             |
| MF               | 11 | Јуп Капелман          |
| Резервни играчи: |    |                       |
| GK               |    | Уго Робл              |
| Менаџер:         |    |                       |
| Детмар Крамер    |    |                       |

| GK               | 1  | Иван Ћурковић       |  |     |
| DF               | 2  | Жерар Жанвион       |  |     |
| DF               | 3  | Пјер Репелини       |  |     |
| DF               | 4  | Освалдо Пјаца       |  |     |
| DF               | 5  | Кристијан Лопез     |  |     |
| MF               | 6  | Доминик Батени      |  |     |
| MF               | 7  | Патрик Ревели       |  |     |
| MF               | 8  | Жан Мишел Ларки (c) |  |     |
| FW               | 9  | Ерви Ревели         |  |     |
| MF               | 10 | Жак Сантини         |  |     |
| FW               | 11 | Кристијан Сарамања  |  | 83’ |
| Резервни играчи: |    |                     |  |     |
| FW               | 13 | Доминик Рошето      |  | 83’ |
| GK               | 16 | Жан Кастанеда       |  |     |
| Менаџер:         |    |                     |  |     |
| Робер Ербен      |    |                     |  |     |